# Episodi di The Gray Ghost
La prima e unica stagione della serie televisiva The Gray Ghost è andata in onda negli Stati Uniti dal 15 ottobre 1957 all'8 maggio 1958 in syndication.
| nº | Titolo originale       | Prima TV USA  |
| -- | ---------------------- | ------------- |
| 0  | Mosby's Rangers        | ottobre 1957  |
| 1  | The Humanitarian       | 1957          |
| 2  | The Missing Colonel    | 1957          |
| 3  | Point of Honor         | 1957          |
| 4  | Charity                | 1957          |
| 5  | An Eye for an Eye      | 1957          |
| 6  | Horses for Stuart      | 1957          |
| 7  | The Brothers           | 1957          |
| 8  | Jimmy                  | 1957          |
| 9  | Conscript              | 1957          |
| 10 | Rebel Christmas        | dicembre 1957 |
| 11 | The Rescue             | 1957          |
| 12 | Angel of Loudoun       | 1957          |
| 13 | Sealed Orders          | 1957          |
| 14 | The Escape             | 1957          |
| 15 | A Problem of Command   | 1957          |
| 16 | Reconnaissance Mission | 1957          |
| 17 | Greenback Raid         | 1958          |
| 18 | Judith                 | 1957          |
| 19 | Russell of 'The Times' | 1957          |
| 20 | The Trial              | 1957          |
| 21 | The Long Way Home      | 1957          |
| 22 | The Rivals             | 1957          |
| 23 | Ulysses S. Grant       | 1957          |
| 24 | The Deserter           | 1957          |
| 25 | Resurrection           | 1957          |
| 26 | Father and Son         | 1957          |
| 27 | Taps for a Hero        | 1957          |
| 28 | Renegade Rangers       | 1957          |
| 29 | The Bribe              | 1957          |
| 30 | The Master Spy         | 1958          |
| 31 | Manhunt                | 1958          |
| 32 | The Hero               | 1958          |
| 33 | Contraband             | 1958          |
| 34 | Secret and Urgent      | 1958          |
| 35 | Epidemic               | 1958          |
| 36 | The Picnic             | 1958          |
| 37 | Strange Bedfellows     | 1958          |
| 38 | The Gallant Foe        | 1958          |

## Mosby's Rangers
- Prima televisiva: ottobre 1957

### Trama
- Guest star: Jean Willes (Ansonia), Willis Bouchey (Staughton), Douglas Dick (Morrow), Mark Dana (Chapman), Ronald Foster (tenente)

## The Humanitarian
- Prima televisiva: 1957

### Trama
- Guest star: Karen Sharpe (Julie Cook), Raymond Greenleaf (dottor Cook), Phil Tead (Cass), Barry Cahill (Frank), William Hunt (Jason), George Gilbreth (Union Officer), Walter Maslow (Union Soldier)

## The Missing Colonel
- Prima televisiva: 1957

### Trama
- Guest star: Lurene Tuttle (Olivia), Tol Avery (Johnson), Charles Wagenheim (Trainor), Russ Bender (Lane), Kevin Hagen (Price), Booth Colman (Grady), William Bakewell (Boyd), Warren Frost (Wood)

## Point of Honor
- Prima televisiva: 1957

### Trama
- Guest star: Angie Dickinson (Edie Page), Liam Sullivan (colonnello Egan), Ruth Perrott (Martha Page), Lionel Ames (tenente Keith), Wally Richard (Captured Lt.), Robert Fuller (Dan Hatcher), Richard Devin (Union Sentry)

## Charity
- Prima televisiva: 1957

### Trama
- Guest star: Ann Doran (infermiera Charity), Don Beddoe (Sutter Brock), Robert Foulk (Jebb), Jimmy Baird (Thomas Stanton), Byron Foulger (Quinn), Forrest Compton (Bowie), Francis De Sales (generale Archie Bannersby), James Maloney (dottor George Todd), Frank Sully (Mess Sgt.), Frederick Ford (tenente Weaver), Don Freed (maggiore Otis), George Berkeley (colonnello Brown)

## An Eye for an Eye
- Prima televisiva: 1957

### Trama
- Guest star: Kathryn Card (Molly Burnette), Sherwood Price (generale Jeb Stuart), John Banner (maggiore Von Borcke), Richard Beymer (Luke Burnette), Fred Coby (generale Meade), Tony Hilder (Union Soldier)

## Horses for Stuart
- Prima televisiva: 1957

### Trama
- Guest star: Paul Dubov (Hertz), Stephen Ellsworth (Randolph), William Kendis (Booten), Wright King, Sherwood Price (generale Jeb Stuart), Morgan Shaan (Peevey), Jean Willes (Ansonia)

## The Brothers
- Prima televisiva: 1957

### Trama
- Guest star: Dickie Jones (Ned Underwood), Donald Buka (Alan Underwood), Katherine Warren (Mrs. Underwood), Kenneth MacDonald (giudice Advocate), Mack Williams (generale), Burt Metcalfe (Palmer), Paul Burns (Arresting Officer)

## Jimmy
- Prima televisiva: 1957

### Trama
- Guest star: Peter J. Votrian (Jimmy), Ed Kemmer (capitano Wallace), Sam Buffington (Matt Dawson), Chris Drake (Union Sgt.), Lillian Buyeff (Mrs. Dawson)

## Conscript
- Prima televisiva: 1957

### Trama
- Guest star: David Bair (Callen), Ray Boyle (Prader), Nan Leslie (Lydia)

## Rebel Christmas
- Prima televisiva: dicembre 1957

### Trama
- Guest star: Robert Knapp (Rogers), Dabbs Greer (Cooper), Marjorie Owens (Mary), Jered Barclay (Blanton), Leslie Bradley (Wyndham), Ray Ferrell (Smidgen), Ruth Lee (Mrs. Murray), Joseph Breen, Marshall Kent

## The Rescue
- Prima televisiva: 1957

### Trama
- Guest star: Paul Langton (Gabe Travers), James Parnell (Courier), Robert Shayne (Torbert), Aline Towne (Mae)

## Angel of Loudoun
- Prima televisiva: 1957

### Trama
- Guest star: Gloria Saunders (Grace Patton), Lillian Bronson (Nellie Smith), Ralph Clanton (generale), Robert Paige (tenente Stanley Carter), John Damler (Frank Patton), Warren Parker (Miskel)

## Sealed Orders
- Prima televisiva: 1957

### Trama
- Guest star: Harry Antrim (Grandfather), Eleanor Audley (Mrs. Maddox), Dennis Cross (Amherst), Freeman Morse (Reed), House Peters Jr. (Hollingshead), Sherwood Price (generale Jeb Stuart), Gloria Talbott (Emily)

## The Escape
- Prima televisiva: 1957

### Trama
- Guest star: Dale Cummings (Scranton), Donald Foster (Braddock), Britt Lomond (Larson), Sherwood Price (generale Jeb Stuart), Jan Shepard (Melinda), Otto Waldis (Wyman)

## A Problem of Command
- Prima televisiva: 1957

### Trama
- Guest star: Sally Fraser (Grace Coulter), Ron Hagerthy (tenente Andrew Sinclair), Arthur Hanson (capitano Hanks), Jack Grinnage (soldato Hulbert), Bud Slater (tenente Grogan), David Saber (Coulter Boy), William Haade (Sam), John Close (sergente Carr)

## Reconnaissance Mission
- Prima televisiva: 1957

### Trama
- Guest star: Dean Cromer (Stuart), Milton Frome (Quinn), Strother Martin (Michael), Robert Patten (Magill), Jack Rice (William)

## Greenback Raid
- Prima televisiva: 1958

### Trama
- Guest star: James Anderson (Blake), Carolyn Craig (Lee), Carole Mathews (Lizabeth)

## Judith
- Prima televisiva: 1957

### Trama
- Guest star: Sue Carlton (Judith), Russ Conway (Stirling), Helen Mayon (Mrs. Thompson), Jimmy Murphy (Tommy), Scott Peters (Fred)

## Russell of 'The Times'
- Prima televisiva: 1957

### Trama
- Guest star: John Cliff (Watson), Jack Raine (Russell), William Schallert (Ebans), George Selk (Jake)

## The Trial
- Prima televisiva: 1957

### Trama
- Guest star: Hal K. Dawson (impiegato), Alan Dexter (Rosser), Anthony Eisley (Holmes), Jim Overlin (Stu), Jacqueline Park (Anne), Howard Wright (padre)

## The Long Way Home
- Prima televisiva: 1957

### Trama
- Guest star: Edit Angold (Mrs. Mueller), Marcia Henderson (Greta), Guy Prescott (Foster), Richard Shannon (Wilson), Otto Waldis (Mueller)

## The Rivals
- Prima televisiva: 1957

### Trama
- Guest star: Toni Gerry (Janet), Ross Elliott (capitano Steven Craig USN), Sherwood Price (generale Jeb Stuart), Ralph Gamble (addetto al telegrafo)

## Ulysses S. Grant
- Prima televisiva: 1957

### Trama
- Guest star: Harry Hickox (Stanton), Ralph Neff (McBride), Sammy Ogg (Bugler), Hugh Sanders (generale Ulysses S. Grant)

## The Deserter
- Prima televisiva: 1957

### Trama
- Guest star: Kenneth Becker (McGill), Peter Breck (Dooley), Kathie Browne (Peg), Michael Emmet (Scott), Don Hayden (Bentley), Morgan Jones (Peters), Lee J. Winters (Hodges)

## Resurrection
- Prima televisiva: 1957

### Trama
- Guest star: Karin Booth (Sarah), Richard Gaines (Owens), Sammy Jackson (Baynes), Mike Mason (Perkins), Denver Pyle (Duff), Russell Thorson (Greene)

## Father and Son
- Prima televisiva: 1957

### Trama
- Guest star: William Allyn (Frank Smith), Morris Ankrum (Dulaney), Claudia Barrett (Melinda), John Vick (Otis)

## Taps for a Hero
- Prima televisiva: 1957

### Trama
- Guest star: James Griffith (Buddy), Tom Mayton (Ballard), Eugene Persson (Danny Moore), K.L. Smith (Scout), Ruth Swanson (Martha)

## Renegade Rangers
- Prima televisiva: 1957

### Trama
- Guest star: Peter Hansen (Manning), Dickie Jones (Underwood), Joe Miksak (sergente)

## The Bribe
- Prima televisiva: 1957

### Trama
- Guest star: Carla Balenda (Christine), Ralph Clanton (Pleasanton), Jeanne Dante (Mrs. Peabody), John Eldredge (Peabody), Virginia Sale (Jessica), Joseph Sargent (Nat), Wendy Winkelman (Patty)

## The Master Spy
- Prima televisiva: 1958

### Trama
- Guest star: Jonathan Hole (Barker), Donna Martell (Janet), Grant Richards (Jennings), Ruth Warren (Dorothy)

## Manhunt
- Prima televisiva: 1958

### Trama
- Guest star: John Hoyt (barone Van Hume), Mary Ellen Kay (Anna Van Hume), William Bryant (capitano Jim Carpenter), I. Stanford Jolley (Clyde Corwin)

## The Hero
- Prima televisiva: 1958

### Trama
- Guest star: Lane Bradford (Russell), Stewart Bradley (Ferguson), Myrna Fahey (Barbara), Donald Foster (Whittaker), Richard Jaeckel

## Contraband
- Prima televisiva: 1958

### Trama
- Guest star: Irving Bacon (Hooper), John Bryant (Lattimore), Nancy Evans (Dolly), Michael Hagan (Brent), Ruta Lee

## Secret and Urgent
- Prima televisiva: 1958

### Trama
- Guest star: Robert Chapman (Williams), Percy Helton (Eberhart), Charles Lane (Hall), Bob LaVarre (Joe), Tom Peters (Carson), Sherwood Price (generale Jeb Stuart)

## Epidemic
- Prima televisiva: 1958

### Trama
- Guest star: Mary Anderson (Eve), Sarah Padden (Abigail), Russell Simpson (Slocum), Yvonne White (Amanda)

## The Picnic
- Prima televisiva: 1958

### Trama
- Guest star: Peter Adams (Magill), Nesdon Booth (Burman), Harry Carey Jr. (Caldwell), Joan Lora (Laura), Emory Parnell (Braithwaite)

## Strange Bedfellows
- Prima televisiva: 1958

### Trama
- Guest star: Wilton Graff (Newbury), Robin Hughes (Andrews), Mickey Simpson (Bates), John Zaremba (Steele)

## The Gallant Foe
- Prima televisiva: 1958

### Trama
- Guest star: Tyler MacDuff (Townsend), Sherwood Price (generale Jeb Stuart), Ted Thorpe (Banks), Les Tremayne (Kearney), Will J. White (Puryear)